# Homogeneização cultural
A homogeneização cultural é um aspecto da globalização cultural, listada como uma de suas principais características, e refere-se à redução da diversidade cultural por meio da popularização e difusão de uma ampla gama de símbolos culturais— não apenas objetos físicos, mas costumes, ideias e valores. David E. O'Connor a define como "o processo pelo qual as culturas locais são transformadas ou absorvidas por uma cultura externa dominante". A homogeneização cultural foi chamada de "talvez a marca mais amplamente discutida da cultura global".Em teoria, a homogeneização poderia funcionar na quebra de barreiras culturais e na assimilação global de uma única cultura.
A homogeneização cultural pode impactar a identidade e a cultura nacionais, que seriam "corroídas pelo impacto das indústrias culturais globais e da mídia multinacional". O termo é geralmente usado no contexto da cultura ocidental dominando e destruindo outras culturas. O processo de homogeneização cultural no contexto da dominação da cultura capitalista ocidental ( americana ) também é conhecido como McDonaldização, coca-colonização, americanização ou ocidentalização e criticado como forma do imperialismo cultural e do neocolonialismo. Este processo foi ressentido por muitas culturas indígenas. No entanto, enquanto alguns estudiosos, críticos desse processo, enfatizam o domínio da cultura americana e do capitalismo corporativo na homogeneização cultural moderna, outros observam que o processo de homogeneização cultural não é unidirecional e, de fato, envolve várias culturas que trocam vários elementos. Os críticos da teoria da homogeneização cultural apontam que, à medida que diferentes culturas se misturam, a homogeneização é menos sobre a disseminação de uma única cultura do que sobre a mistura de diferentes culturas, à medida que as pessoas se tornam conscientes de outras culturas e adotam seus elementos. Exemplos de cultura não americana afetando o Ocidente incluem world music e a popularização da televisão não americana (telenovelas latino-americanas, anime japonês, Bollywood indiano), religião (islã, budismo), comida e roupas no Ocidente, embora na maioria casos insignificantes em comparação com a influência ocidental em outros países. O processo de adoção de elementos da cultura global para culturas locais é conhecido como glocalização  ou heterogeneização cultural.
Alguns estudiosos como Arjun Appadurai observam que "o problema central da interação global de hoje [é] a tensão entre homogeneização cultural e heterogeneização cultural".  O mundo árabe foi considerado desconfortável com o primeiro, pois muitos deles o perceberam como uma ameaça real ou potencial à sua independência política, econômica e cultural.

## Perspectivas
O debate sobre o conceito de homogeneização cultural consiste em duas questões distintas:
- se a homogeneização está ocorrendo ou não
- se é bom ou não.

John Tomlinson diz: "Uma coisa é dizer que a diversidade cultural está sendo destruída, outra é lamentar o fato".
Tomlinson argumenta que a globalização leva à homogeneização. Ele comenta sobre Cees Hamelink: "Hamelink está certo em identificar a sincronização cultural como uma característica sem precedentes da modernidade global." No entanto, ao contrário de Hamelink, ele acredita na ideia de que a homogeneização não é uma coisa ruim em si e que os benefícios da homogeneização podem superar os benefícios da diversidade cultural.
Appadurai, reconhecendo o conceito de homogeneização, ainda fornece um argumento alternativo de indigenização . Ele diz que "o argumento da homogeneização se subdivide em um argumento sobre a americanização ou um argumento sobre a comoditização. . . . O que esses argumentos falham em considerar é que, pelo menos tão rapidamente quanto as forças de várias metrópoles são trazidas para novas sociedades, elas tendem a se tornar indigenizadas”.
Embora haja mais a ser explorado sobre a dinâmica da indigenização, exemplos como a indonesianização em Irian Jaya e a indianização no Sri Lanka mostram a possibilidade de alternativas à americanização. Ele comenta sobre isso que "a comunidade imaginada por um homem é a prisão política de outro homem.
Geralmente a homogeneização é vista de forma negativa, pois leva à "redução da diversidade cultural". No entanto, alguns estudiosos têm uma visão positiva sobre a homogeneização, especialmente na área da educação. Eles dizem que "produz normas consistentes de comportamento em um conjunto de instituições modernas, vinculando assim instituições como o Estado-nação moderno e a educação formal em uma esfera política estreita".
Ensinar valores universais como a racionalidade por meio da escolarização em massa faz parte dos benefícios positivos que podem ser gerados com a homogeneização.
- Torre Ejecutiva Pemex in Mexico City, Mexico.
- Hudson's Bay Centre in Toronto, Canada.
- Sun Hung Kai Centre in Hong Kong.